# Srednjoeuropski ugovor o slobodnoj trgovini
██ Sadašnje članice
██ Bivše članice
CEFTA (eng: Central European Free Trade Agreement) je višestrani (multilateralni) ugovor o slobodnoj trgovini. Puni naziv na hrvatskom jest Ugovor o izmjeni i dopuni i pristupanju Srednjoeuropskom ugovoru o slobodnoj trgovini. Skraćeni naziv jest CEFTA 2006.
Stranke su Albanija, Bosna i Hercegovina, Crna Gora, Sjeverna Makedonija, Moldavija, Srbija i UNMIK/Kosovo. Prije svog ulaska u Europsku uniju, stranke su bile i Bugarska, Češka, Hrvatska, Mađarska, Poljska, Rumunjska, Slovačka, Slovenija.
Ugovor o osnivanju CEFTA-e potpisale su 21. prosinca 1992. Poljska, Mađarska i Čehoslovačka u Krakovu u Poljskoj. Slovenija se pridružila u siječnju 1996., Rumunjska u srpnju 1997., Bugarska u siječnju 1999., Hrvatska 6. prosinca 2002., Sjeverna Makedonija 2006., a Albanija, Bosna i Hercegovina, Crna Gora, Moldavija i Srbija godine 2007. Kosovo je ušlo u CEFTA-u 2007. dok je bilo unutar državnih granica Republike Srbije.
Češka, Mađarska, Poljska, Slovačka i Slovenija istupile su iz CEFTA-e pridruženjem Europskoj uniji u siječnju 2004., Rumunjska i Bugarska istupile su pridruženjem Europskoj uniji u siječnju 2007., a Hrvatska je istupila danom pridruživanja Europskoj uniji u srpnju 2013.
CEFTA je obuhvaćala prostore od Baltičkog mora do Jadranskog i Crnog mora te je imala tržište od približno 90 milijuna ljudi. CEFTA 2006 obuhvaća tržište od otprilike 25 milijuna ljudi, i u svjetskoj trgovini sudjeluje s 0,2-0,3%.
Ugovorom CEFTA 2006 stranke su se dogovorile da će razvijati odnose s EU te da će provoditi uzajamne trgovinske odnose u skladu s pravilima i disciplinama Svjetske trgovinske organizacije bilo da su njezine članice ili ne.
Nakon cjelodnevnih konzultacija, u Bruxellesu je 10. listopada 2006. osam od deset zemalja sudionica pregovora parafiralo je Ugovor o izmjeni i dopuni i pristupanju CEFTA-i. Albanija, Bugarska, Crna Gora, Hrvatska, Sjeverna Makedonija, Moldova, Rumunjska i UNMIK/Kosovo parafirale su ugovor. Srbija i BiH odbile su parafiranje jer su tražile povoljnije uvjete: BiH je pokušala izboriti za nekoliko poljoprivredno-prehrambenih proizvoda uvjete povoljnije nego u dvostranim ugovorima s Hrvatskom i Srbijom, a Srbija je tražila povoljnije uvjete za svoju duhansku industriju nego što ih ima u dvostranim ugovorima s ostalim strankama. Ugovor je ipak 19. prosinca 2006. u Bukureštu potpisalo svih deset zemalja.
Razdoblje postupnoga snižavanja carina u trgovini industrijskim proizvodima završilo je s 31. prosinca 2008. godine, a u prosincu 2010. šest stranaka (Albanija, Crna Gora, Hrvatska, Sjeverna Makedonija, Moldova, Srbija) je parafiralo Dodatni protokol koji sadrži nove koncesije u trgovini poljoprivredno-prehrambenim proizvodima.

## Sadašnje članice
| Država              | Pristupanje       | Stanovništvo | Površina (km²) | Glavni grad | BDP u milijunima USD | BDP po stanovniku |
| ------------------- | ----------------- | ------------ | -------------- | ----------- | -------------------- | ----------------- |
| Albanija            | 1. siječnja 2007. | 2 787 615    | 28 748         | Tirana      | 22.823               | 8.052             |
| Bosna i Hercegovina | 1. siječnja 2007. | 3 839 265    | 51 209         | Sarajevo    | 31.492               | 8.095             |
| Crna Gora           | 1. siječnja 2007. | 621 240      | 14 026         | Podgorica   | 6.439                | 10.286            |
| Kosovo              | 1. siječnja 2007. | 1 798 645    | 10 908         | Priština    | 4.000                | 7.279             |
| Sjeverna Makedonija | 1. siječnja 2006. | 2 059 794    | 25 333         | Skoplje     | 18.902               | 9.170             |
| Moldavija           | 1. siječnja 2007. | 3 559 500    | 33 843         | Kišinjev    | 10.141               | 2.842             |
| Srbija              | 1. siječnja 2007. | 7 241 295    | 88 361         | Beograd     | 88.869               | 10.642            |

## Bivše članice
| Država       | Država    | Pristupanje | Napuštanje |
| ------------ | --------- | ----------- | ---------- |
| Čehoslovačka | Češka     | 1992.       | 2004.      |
| Čehoslovačka | Slovačka  | 1992.       | 2004.      |
| Mađarska     | Mađarska  | 1992.       | 2004.      |
| Poljska      | Poljska   | 1992.       | 2004.      |
| Slovenija    | Slovenija | 1996.       | 2004.      |
| Rumunjska    | Rumunjska | 1997.       | 2007.      |
| Bugarska     | Bugarska  | 1998.       | 2007.      |
| Hrvatska     | Hrvatska  | 2002.       | 2013.      |

██ zemlje članice CEFTA s godinom pristupanja
██ zemlje članice EU s godinom pristupanja